# Неєстан (Марказі)
Неєстан (перс. نيستان) — село в Ірані, у дегестані Шамсабад, у Центральному бахші, шахрестані Ерак остану Марказі. За даними перепису 2006 року, його населення становило 73 особи, що проживали у складі 21 сім'ї.

## Клімат
Середня річна температура становить 10,91 °C, середня максимальна – 30,10 °C, а середня мінімальна – -11,72 °C. Середня річна кількість опадів – 244 мм.
| Клімат поселення                              | Клімат поселення | Клімат поселення | Клімат поселення | Клімат поселення | Клімат поселення | Клімат поселення | Клімат поселення | Клімат поселення | Клімат поселення | Клімат поселення | Клімат поселення | Клімат поселення | Клімат поселення |
| Показник                                      | Січ.             | Лют.             | Бер.             | Квіт.            | Трав.            | Черв.            | Лип.             | Серп.            | Вер.             | Жовт.            | Лист.            | Груд.            |                  |
| Середній максимум, °C                         | 5,87             | 7,75             | 11,87            | 18,34            | 23,69            | 29,09            | 30,10            | 29,90            | 25,22            | 18,73            | 12,03            | 6,65             |                  |
| Середня температура, °C                       | −2,92            | −1,04            | 3,09             | 9,55             | 14,90            | 20,30            | 24,18            | 23,98            | 19,30            | 12,81            | 6,10             | 0,72             |                  |
| Середній мінімум, °C                          | −11,72           | −9,83            | −5,71            | 0,76             | 6,10             | 11,51            | 18,25            | 18,05            | 13,37            | 6,87             | 0,18             | −5,2             |                  |
| Норма опадів, мм                              | 36               | 36               | 45               | 32               | 25               | 4                | 1                | 1                | 0                | 8                | 23               | 33               |                  |
| Середньомісячна швидкість вітру, м/с          | 1.25             | 1.90             | 2.44             | 2.84             | 2.45             | 2.32             | 2.23             | 2.16             | 2.10             | 2.04             | 1.83             | 1.32             |                  |
| Середньомісячна сонячна радіація, кДж/м²·день | 9763             | 12928            | 15389            | 18546            | 22556            | 26873            | 25882            | 24267            | 21442            | 15992            | 11300            | 9389             |                  |
| --------------------------------------------- | ---------------- | ---------------- | ---------------- | ---------------- | ---------------- | ---------------- | ---------------- | ---------------- | ---------------- | ---------------- | ---------------- | ---------------- | ---------------- |
| Джерело:                                      |                  |                  |                  |                  |                  |                  |                  |                  |                  |                  |                  |                  |                  |